# Cyperus clarkei
Cyperus clarkei là một loài thực vật có hoa trong họ Cói. Loài này được T.Cooke mô tả khoa học đầu tiên năm 1908.